# Кабак Микола Пантелійович
Кабак Микола Пантелійович (20 квітня (3 травня) 1904, с. Новополтавка — 12 червня 1979, м. Кизил) — радянський військовик, сержант. Герой Радянського Союзу, учасник Німецько-радянської війни та Радянсько-японської війни.

## Біографія
Микола Кабак народився 3 травня (20 квітня за старим стилем) 1904 року (за іншими даними — 1902 року) у селі Новополтавка (зараз — Єрмаковський район Красноярського краю), у селянській родині. Закінчив 4 класи сільської школи. Працював об'їждчиком лісу, начальником лісової ділянки склозаводу у Красноярську, заготівником Єрмаковського районного споживчого союзу. З 1938 року проходив строкову службу в армії, брав участь у боях на озері Хасан та Радянсько-фінській війні 1939—1940 років.
У жовтні 1941 року був повторно мобілізований на фронт Німецько-радянської війни. Був командиром відділення у 104-му гвардійському окремому саперному батальйоні 89-ї гвардійської стрілецької дивізії 37-ї армії Степового фронту.
У другій половині 1943 року почалася битва за Дніпро, в рамках якої у вересні-жовтні відбулося форсування Дніпра радянськими військами південніше Києва. Переправу війська забезпечували сапери. 3 жовтня, поблизу хутора Коноплянка, сержант Кабак переправив на лівий берег 23 важкопоранених бійця, а впродовж наступних шести ночей переправив через Дніпро на правий берег п'ять гармат, двадцять мінометів, дев'ять станкових кулеметів і більш ніж батальйон піхоти. За це був нагороджений Орденом Червоного Прапора, а за кілька місяців Указом Президії Верховної Ради СРСР від 20 грудня 1943 р. № 1454 удостоєний звання Героя Радянського Союзу.
Брав також участь у Радянсько-японській війні 1945 р. Того ж року демобілізований. З 1955 року мешкав і працював у місті Кизил, Республіка Тува. Обіймав посаду голови Нижньосуетукської сільради Єрмаковського району, працював на цегляному заводі, пізніше — в Єнісейському річковому пароплавстві.
Помер 12 червня 1979 року, похований у місті Кизил.

## Нагороди
- Герой Радянського Союзу[5]
- Орден Леніна[5]
- Орден Червоного Прапора[6]